# Karl Erb (Journalist)
Karl Erb (* 25. Juni 1926 in Belp; † 5. September 2018 in Muralto) war ein Schweizer Sportjournalist und Buchautor.

## Biografie
Karl Erb wuchs als ältester von drei Söhnen von Fritz Erb in Zürich auf. Ab 1946 war er als freier Journalist für zahlreiche Fach- und Tageszeitschriften tätig (mit Berichten und Beiträgen zu Ski, Reiten, Auto, Wehrsport etc.), er war Mitarbeiter des Pressedienstes bei den Olympischen Winterspielen in St. Moritz 1948, ab 1953 amtierte er zudem als Pressechef und Platzsprecher für international bedeutende Sportanlässe (u. a. Fussball-Weltmeisterschaft 1954 in Bern, Leichtathletik-Europameisterschaften 1954 in Bern, Alpine Skiweltmeisterschaften 1974 in St. Moritz, CSIO Schweiz, Tour de Suisse, Lauberhornrennen, Hahnenkammrennen, WM 1958 – Reiten CSIO Schweiz Luzern/St. Gallen).
Von 1961 bis 1983 arbeitete er fest beim Schweizer Fernsehen als Kommentator, namentlich für Ski Alpin, Ski Nordisch, Reiten, Leichtathletik, Rad und Formel 1. Seinen allerersten Einsatz für das Fernsehen hatte Erb bereits 1955, als er das Formel 1 Rennen in Monza kommentieren konnte. (Nach dem Unfall beim 24-Stunden-Rennen von Le Mans 1955, hatte der Bundesrat Rundstreckenrennen im eigenen Land verboten, und das Fernsehen übertrug viele Jahre keine Formel 1 Rennen bis zu den Erfolgen von Jo Siffert und Clay Regazzoni).
1961 gehörte Erb neben Serge Lang zu den Gründern der Association Internationale des Journalistes de Ski (AIJS). Anekdotisch erzählte er, dass er bei der ersten Liveübertragung des Lauberhornrennens selbstgestoppte Zwischenzeiten vom Haneggschuss durchgegeben habe. Populär machte ihn sein Kommentar der Siegesfahrt von Bernhard Russi an den Alpinen Skiweltmeisterschaften 1970. Russi begann später seine langjährige Tätigkeit als Co-Kommentator an Erbs Seite.
Erb war Autor und Herausgeber zahlreicher Werke zu Sport-Themen.
Aus der zweiten Ehe mit der ehemaligen Skirennfahrerin Sylvia Zimmermann hatte er eine Tochter. Ab 1993 lebte er am Lago Maggiore und starb im September 2018 mit Hilfe der Sterbehilfeorganisation Exit im Alter von 92 Jahren daheim in Muralto.

## Funktionen und Ehrenämter
- 1966–1989 Mitglied GL NKES (Ressortchef Presse/PR, ab 1973 Wettkämpfer; Begründer/Leiter Kurse für Verbands-Pressechefs und Platzsprecher)
- 1977–1989 Mitglied Exekutivrat SOC (u. a. Pressesprecher und Selektionsverantwortlicher)
- Ehrenmitglied SOC – Swiss Olympic
- Pressechef von Verbänden (Skiverband, Pferdesport-Verband) und Diners Club

## Werke (Auswahl)
- Die goldenen Jahre des Sports. 4 Bde., Astir Verlag, Basel, 1971–1973.
- TV-Sport Derendingen. Habegger, Derendingen 1973, ISBN 3-85723-048-7.
- Heini Hemmi. Habegger, Derendingen 1977, ISBN 3-85723-110-6.
- Internationales Sportjahrbuch – Sporthits 83. Gissler-Verlag, Basel, 1984.
- Internationales Sportjahrbuch – Sporthits 84. Gissler-Verlag, Basel, 1985.
- Faszination Abfahrt – Alles über die alpine Königsdisziplin. Schweizer Verlagshaus, Zürich, 1985, ISBN 3-7263-6389-0.
- Exploits Sportifs 90. Gissler-Verlag, Bâle, 1991.
- 100 Jahre Ski Club Davos 1903–2003. Ski-Club Davos, Davos 2003.